# كولن كرايغ
كولن كرايغ (بالإنجليزية: Colin Craig)‏ هو شخصية أعمال نيوزيلندي، ولد في 8 يناير 1968 في أوكلاند في نيوزيلندا.